# Arhat
V budizmu je arhat (sanskrt अरहत्) ali arahant (pali अरहंत्, 𑀅𑀭𑀳𑀦𑁆𑀢𑁆) nekdo, ki je pridobil vpogled v naravo obstoja, dosegel nirvano in se osvobodil neskončnega cikla ponovnega rojstva.
Razumevanje koncepta se je skozi stoletja spreminjalo in se razlikuje med različnimi šolami budizma in različnimi regijami. V zgodnjih budističnih šolah je obstajala vrsta pogledov na doseganje arhatov. Šole Sarvāstivāda, Kāśyapīya, Mahāsāṃghika, Ekavyāvahārika, Lokottaravāda, Bahuśrutīya, Prajñaptivāda in Caitika so arhate v primerjavi z budami imele za nepopolne v svojih dosežkih.
Mahajanski budistični nauki spodbujajo sledilce, naj se podajo na pot bodhisatve in naj ne padejo nazaj na raven arhatov in šravak. Arhate oziroma vsaj višje arhate so teravadski budisti na splošno imeli za tiste, ki »presegajo stanje osebne svobode in se na svoj način pridružijo podvigu bodhisatve«.
Mahajanski budizem je skupino osemnajstih arhatov (z imeni in osebnostmi) obravnaval kot čakalce na Budovo vrnitev kot Maitrejo, medtem ko se v tradiciji in budistični umetnosti pojavljajo tudi druge skupine po 6, 8, 16, 100 in 500, zlasti v vzhodni Aziji, imenovane luohan ali lohan. Lahko jih razumemo kot budistične ekvivalente krščanskih svetnikov, apostolov ali zgodnjih učencev in voditeljev vere.

## Etimologija
Sanskrtska beseda arhat (Pāḷi arahant) je sedanji deležnik, ki izhaja iz glagolskega korena √arh - 'zaslužiti si', prim. arha - 'zaslužiti si'; arhaṇa - 'imeti zahtevo, biti upravičen'; arhita -  (pretekli deležnik) 'počaščen, čaščen'. Beseda se v Ṛigvedi uporablja s tem pomenom 'zaslužiti si'.

## Pomen
V predbudistični Indiji je bil izraz arhat (ki označuje sveto osebo na splošno) tesno povezan s čudežno močjo in asketizmom. Budisti so ostro razlikovali med svojimi arhati in indijskimi svetniki, čudežne moči pa niso bile več osrednjega pomena za identiteto ali poslanstvo arhata.
V zgodnjih budističnih šolah je obstajala vrsta pogledov na relativno popolnost arhatov. Mahāsāṃghike, kot so šole Ekavyāvahārika, Lokottaravāda, Bahuśrutīya, Prajñaptivāda in Caitika, so zagovarjale transcendentalno naravo bud in bodhisatev ter zmotljivost arhatov; Caitike so zagovarjale ideal bodhisatve (bodhisattvayāne) pred idealom arhata (śrāvakayāne) in arhate imele za zmotljive in še vedno podvržene nevednosti.